# Ordine della Stella dei Karađorđević
L'Ordine della Stella dei Karađorđević (detto anche Ordine della Stella di Karađorđe) fu un ordine cavalleresco del Regno di Serbia e poi del Regno di Jugoslavia.

## Storia
L'Ordine venne istituito nel 1904 dal re Pietro I di Serbia nel centenario della prima campagna anti-ottomana operata da suo nonno, Karađorđe Petrović, nonché nel suo primo anno di regno dopo la detronizzazione del suo predecessore, appartenente alla dinastia degli Obrenović.
L'Ordine della Stella dei Karađorđević non era semplicemente un ordine al merito, ma un'istituzione cavalleresca della monarchia serba. Limitandone il conferimento, se ne mantenne quindi la prerogativa esclusiva ed il suo valore, specialmente nelle classi più alte.
Secondo gli statuti dell'Ordine, tutti i discendenti maschi di Karađorđe Petrović Pne ricevevano la Gran Croce dalla nascita.
Dopo la caduta della monarchia, l'ordine è stato soppresso nel 1945 dalla Repubblica Socialista Federale di Jugoslavia.

## Gradi
L'onorificenza disponeva dei seguenti gradi di benemerenza:
- Cavaliere di Gran Croce (10 membri)
- Grand'Ufficiale (40 membri)
- Commendatore (120 membri)
- Ufficiale (300 membri)
- Cavaliere (illimitato)

## Insegne
La medaglia dell'Ordine era costituita da una croce in oro smaltata di bianco e bordata d'oro, con dei raggi all'incavo delle braccia. Il disco centrale era smaltato di blu riportante lo stemma nazionale serbo, il tutto circondato da un anello smaltato di bianco e bordato d'oro, riportante sempre in oro il motto dell'ordine ЗА ВЕРУ И СЛОБОДУ 1804 (ZA VERU I SLOBODU 1804 = PER DESTINO E LIBERTÀ 1804). Sul retro, invece, il medaglione centrale riportava lo stemma del Regno di Serbia con l'aquila reale e nell'anello si trovava l'iscrizione dorata ПЕТАР I 1904 (PIETRO I 1904). La croce era sospesa al nastro da una corona araldica reale
La placca dell'Ordine riprendeva le medesime decorazioni della medaglia ma era montata su una stella d'argento ad 8 punte e non riportava la corona reale.
Il nastro era rosso con una striscia bianca per parte.
| Nastri civili |           |              |                 |                         |
| Cavaliere     | Ufficiale | Commendatore | Grand'Ufficiale | Cavaliere di Gran Croce |

| Nastri militari |           |              |                 |                         |
| Cavaliere       | Ufficiale | Commendatore | Grand'Ufficiale | Cavaliere di Gran Croce |

## La classe militare
L'Ordine della Stella dei Karađorđević disponeva anche di una classe militare che veniva concessa unicamente a uomini o donne durante il periodo di guerra e a differenza degli altri ordini di merito, essa era strettamente personale e legata ad una determinata azione e come tale, l'insignito che se ne rendesse benemerito, poteva avere accesso in contemporanea anche alla classe civile dell'Ordine.
Solo tre Gran Croci vennero conferite in tempo di guerra: a re Alessandro I di Jugoslavia ed ai feldmarescialli Živojin Mišić e Stepa Stepanović. Il Feldmaresciallo Radomir Putnik, nonostante fosse Capo dell'Esercito serbo dal 1903 al 1916 e insignito della Gran Croce dell'Ordine della Stella dei Karađorđević di divisione civile, venne nominato unicamente Grand'Ufficiale della divisione militare. Altri insigniti notabili della classe militare furono il generale statunitense John Pershing e quello francese Louis Franchet d'Espérey.
Questa onorificenza fu consegnata anche alla città di Belgrado il 18 maggio 1939 per meriti di guerra.
Le insegne dell'Ordine erano le medesime della classe civile, ma riportavano dietro la croce due spade incrociate.
Il nastro era completamente rosso.

## Ordine della Stella dei Karađorđević per soldati con spade
Di modo da prevenire l'inflazione nella concessione della IV classe militare dell'Ordine, nel 1915 si decise di aggiungere una croce dedicata ai soldati che avessero prestato costante servizio dal 1912 al 1918 al primo conflitto mondiale a favore della Serbia.
Tale classe era suddivisa in:
- Croce d'oro
- Croce d'argento

Le insegne dell'Ordine erano le medesime della classe militare ma non erano smaltate e si presentavano completamente d'oro o d'argento a seconda del grado raggiunto.
Il nastro era completamente rosso.

### Galleria d'immagine

Pietro I di Serbia
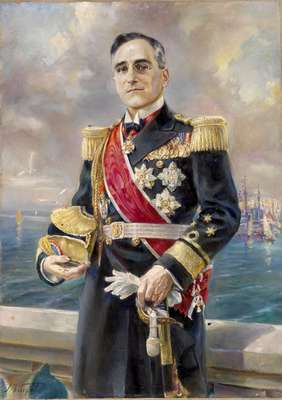
Alessandro I di Jugoslavia
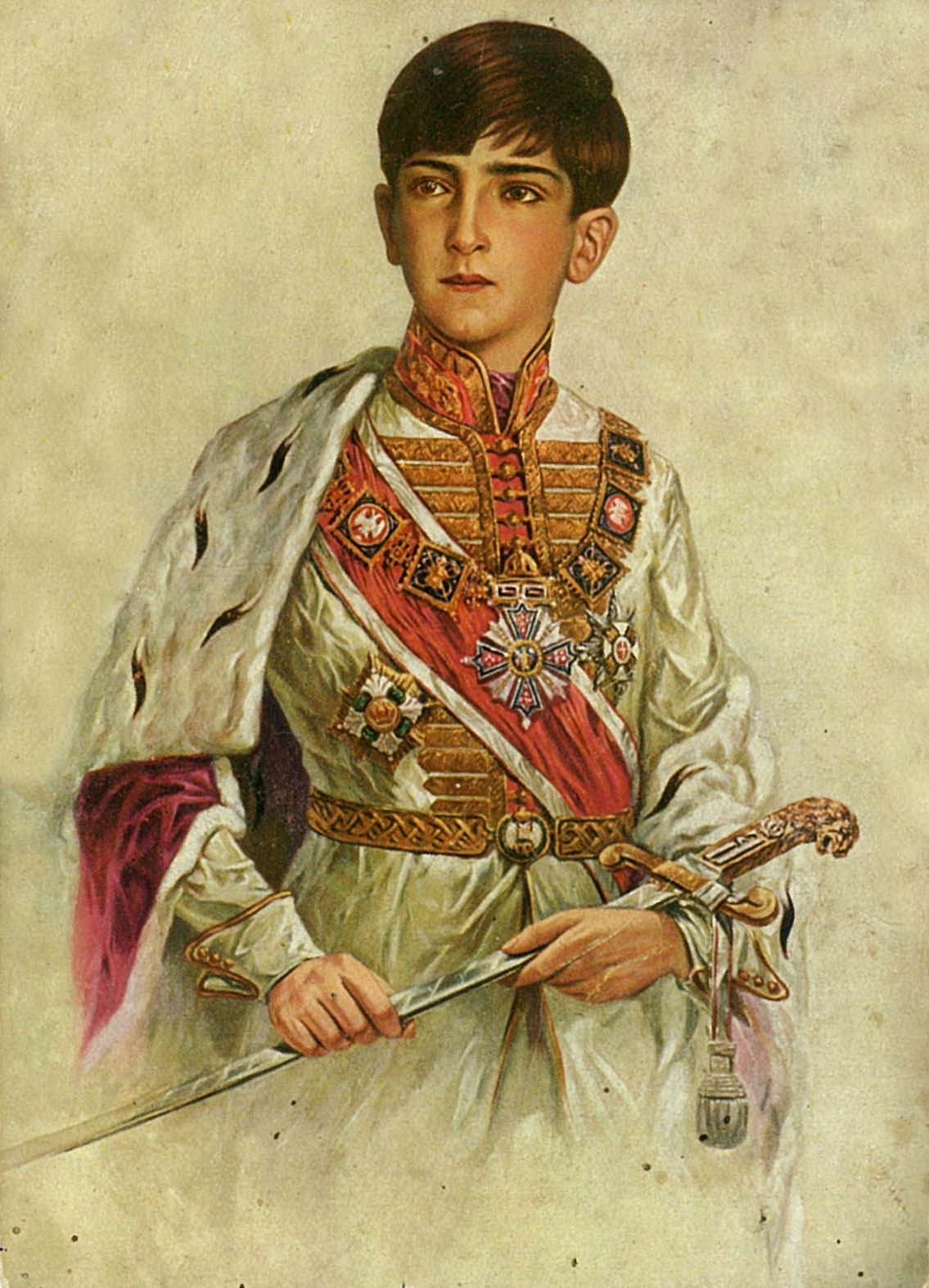
Pietro II di Jugoslavia
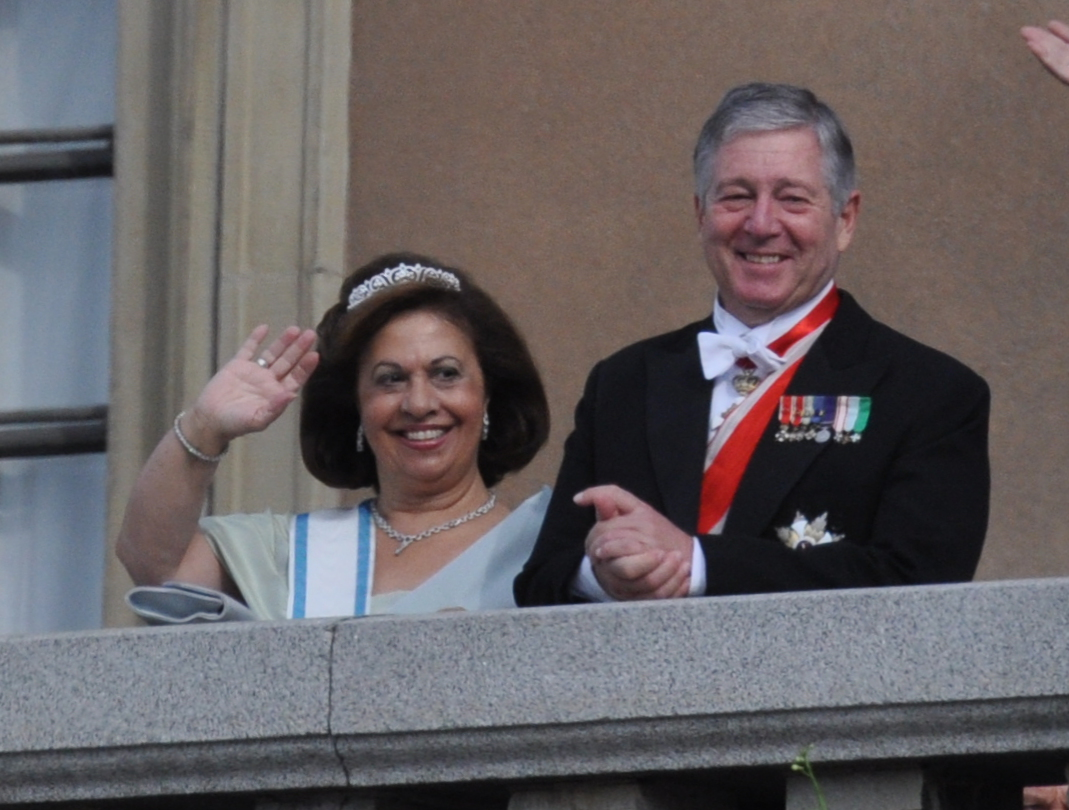
Alessandro di Jugoslavia e Caterina Karađorđević

## Ripristino
Nel 2010 la Serbia ha ristabilito l'ordine, dopo la pubblicazione sulla Gazzetta Ufficiale della legge approvata dall'Assemblea Nazionale di Serbia che modifica le normative sulle decorazioni della Repubblica di Serbia. Nel 2012 il tennista Novak Đoković ha ricevuto l'onorificenza.